# Nusse
Nusse là một đô thị thuộc huyện Lauenburg, trong bang Schleswig-Holstein, nước Đức. Đô thị Nusse có diện tích 6,22 km², dân số thời điểm 31 tháng 12 năm 2006 là 1010 người. Đô thị này có cự ly khoảng 13 km về phía tây của Ratzeburg, và 25 km về phía tây nam của Lübeck.
Nusse thuộc Amt ("đô thị chung") Sandesneben-Nusse.